# Dead Reckoners
Dead Reckoners ist ein Name, den eine Gruppe von Solisten der Country-Musik in wechselnder Besetzung bei gemeinsamen Konzerten verwendet.
Mitte der 1990er Jahre gründeten die Country-Musiker Kieran Kane, Kevin Welch, Harry Stinson, Tammy Rogers und Mike Henderson das unabhängige Label Dead Reckoning Records. Ziel war es, die eigenen musikalischen Vorstellungen unbeeinflusst von kommerziellen Zwängen zu verwirklichen. Jeder verfolgte weiterhin seine eigenen Projekte. Statt auf (teure) externe Session-Musiker zurückzugreifen, unterstützen man sich gegenseitig bei den Aufnahmen.
Gelegentlich trat man gemeinsam unter dem Namen Dead Reckoners auf. 1997 wurde bei einem Konzert das Live-Album Night Of Reckoning aufgezeichnet. Bei dieser Aufnahme wirkten zusätzlich die neuen Mitglieder Fats Kaplan und Alison Prestwood mit. Harry Stinson war verantwortlicher Produzent. Es sollte das einzige gemeinsame Album der Dead Reckoners bleiben.

## Diskographie
- 1997 - Night Of Reckoning (Dead Reckoning Records)